# Цикл женских турниров ITF 2013 (октябрь — декабрь)
Цикл женских турниров ITF 2013 (англ. 2013 ITF Women's Circuit) — ежегодный женский тур профессиональных теннисистов, проводимый Международной федерацией тенниса.
Статья содержит результаты последней четверти года — с октября по декабрь.

## Расписание

### Легенда
| Призовой фонд |
| 100.000 USD   |
| 75.000 USD    |
| 50.000 USD    |
| 25.000 USD    |
| 15.000 USD    |
| 10.000 USD    |

### Октябрь
| Дата начала | Турнир                                                                                          | Чемпионки (Счёт финала)                                 | Финалистки                                   |
| ----------- | ----------------------------------------------------------------------------------------------- | ------------------------------------------------------- | -------------------------------------------- |
| 7 октября   | Анталья, Турция $10,000 — Грунт Турнир 2013                                                     | Мари Бенуа 6-1 6-1                                      | Анастасия Вдовенко                           |
| 7 октября   | Анталья, Турция $10,000 — Грунт Турнир 2013                                                     | Анна Клазен Шарлотта Клазен 7-6(2) 6-2                  | Азия Даир Ли Хуачжэнь                        |
| 7 октября   | Марафон, Греция $10,000 — Хард Турнир 2013                                                      | Нурия Паррисас-Диас 7-6(4) 2-6 6-2                      | Яйни Схепенс                                 |
| 7 октября   | Марафон, Греция $10,000 — Хард Турнир 2013                                                      | Люси Браун Алина Вессель 6-0 6-3                        | Полина Лейкина Дарья Шульженок               |
| 7 октября   | Русе, Болгария $10,000 — Грунт Турнир 2013                                                      | Диана Сумова 6-1 6-3                                    | Лина Джёрческа                               |
| 7 октября   | Русе, Болгария $10,000 — Грунт Турнир 2013                                                      | Ирина Мария Бара Ева Ваканно 6-1 6-2                    | Лина Джёрческа Камелия-Елена Христя          |
| 7 октября   | Шарм-эш-Шейх, Египет $10,000 — Хард Турнир 2013                                                 | Яна Сизикова 6-2 6-2                                    | Елена Плоскина                               |
| 7 октября   | Шарм-эш-Шейх, Египет $10,000 — Хард Турнир 2013                                                 | Анна Моргина Яна Сизикова 6-3 6-2                       | Наташа Палха Карина Вендитти                 |
| 7 октября   | Асунсьон, Парагвай $25,000 — Грунт Турнир 2013                                                  | Флоренсия Молинеро 6-3 7-6(5)                           | Вероника Сепеде Роиг                         |
| 7 октября   | Асунсьон, Парагвай $25,000 — Грунт Турнир 2013                                                  | Флоренсия Молинеро Лаура Пигосси 5-7 6-4 [10-8]         | Ванеса Фурланетто Каролина Себальос          |
| 7 октября   | Маргарет-Ривер, Австралия $25,000 — Хард Турнир 2013                                            | Анетт Контавейт 6-2 6-4                                 | Ирина Фалькони                               |
| 7 октября   | Маргарет-Ривер, Австралия $25,000 — Хард Турнир 2013                                            | Ноппаван Летчивакан Арина Родионова 6-2 3-6 [10-8]      | Моника Адамчак Тамми Паттерсон               |
| 7 октября   | Мейкон, США $25,000 — Хард Турнир 2013                                                          | Анна Татишвили 6-2 1-6 7-5                              | Айла Томлянович                              |
| 7 октября   | Мейкон, США $25,000 — Хард Турнир 2013                                                          | Кристи Бокс Абигейл Гатри 3-6 7-6(4) [10-4]             | Эмили Харман Элизабет Люмпкин                |
| 7 октября   | Сан-Кугат-дель-Вальес, Испания $25,000 — Грунт Турнир 2013                                      | Аранча Рус 6-4 2-6 6-2                                  | Альберта Брианти                             |
| 7 октября   | Сан-Кугат-дель-Вальес, Испания $25,000 — Грунт Турнир 2013                                      | Татьяна Буа Андреа Гамис 4-6 6-2 [10-7]                 | Лара Арруабаррена Аманда Каррерас            |
| 7 октября   | Тампико, Мексика $25,000 — Хард Турнир 2013                                                     | Инди де Вроме 6-4 6-3                                   | Доротея Эрич                                 |
| 7 октября   | Тампико, Мексика $25,000 — Хард Турнир 2013                                                     | Мария-Фернанда Альварес-Теран Мария Иригойен 6-3 6-4    | Констанса Горчес Виктория Родригес           |
| 7 октября   | Жуэ-ле-Тур, Франция $50,000 — Хард(i) Турнир 2013                                               | Мирьяна Лучич-Барони 6-4 6-2                            | Ан-Софи Местах                               |
| 7 октября   | Жуэ-ле-Тур, Франция $50,000 — Хард(i) Турнир 2013                                               | Жюли Куэн Ана Врлич 6-3 4-6 [15-13]                     | Андреа Главачкова Михаэлла Крайчек           |
| 13 октября  | Анталья, Турция $10,000 — Грунт Турнир 2013                                                     | Ана Богдан 6-4 6-3                                      | Мартина Кубичикова                           |
| 13 октября  | Анталья, Турция $10,000 — Грунт Турнир 2013                                                     | Пиа Кёниг Барбара Собашкевич 6-1 6-4                    | Светлана Пироженко Юлия Вахачик              |
| 13 октября  | Бургас, Болгария $10,000 — Грунт Турнир 2013                                                    | Дия Евтимова 6-1 6-2                                    | Виктория Томова                              |
| 13 октября  | Бургас, Болгария $10,000 — Грунт Турнир 2013                                                    | Дия Евтимова Виктория Томова 6-4 6-3                    | Федерика Арчидьякано Юлия Терзийская         |
| 13 октября  | Дубровник, Хорватия $10,000 — Грунт Турнир 2013                                                 | Алёна Сотникова 7-6(6) 4-6 7-6(5)                       | Ольга Дорошина                               |
| 13 октября  | Дубровник, Хорватия $10,000 — Грунт Турнир 2013                                                 | Ленка Юрикова Барбора Крейчикова 7-5 3-6 [10-4]         | Габриэла Пантучкова Полона Реберсак          |
| 13 октября  | Ираклион, Греция $10,000 — Ковёр Турнир 2013                                                    | Летисия Сарразан 6-4 6-0                                | Лаура Шедер                                  |
| 13 октября  | Ираклион, Греция $10,000 — Ковёр Турнир 2013                                                    | Александра Нанкэрроу Росали ван дер Хук 6-3 4-6 [10-7]  | Нодзоми Фудзиока Танапорн Тхонгсинг          |
| 13 октября  | Кинтана-Роо, Мексика $10,000 — Хард Турнир 2013                                                 | Дениз Мюрсан 6-4 6-1                                    | Рената Сарасуа                               |
| 13 октября  | Кинтана-Роо, Мексика $10,000 — Хард Турнир 2013                                                 | Дениз Мюрсан Эшли Вейнхольд 6-1 7-5                     | Кристиана Бриганте Никки Калленберг          |
| 13 октября  | Перейра, Колумбия $10,000 — Грунт Турнир 2013                                                   | Анна Каталина Альзате Эсмурзаева 6-1 6-2                | Сабина Славикович                            |
| 13 октября  | Перейра, Колумбия $10,000 — Грунт Турнир 2013                                                   | Доменика Гонсалес Камила Сильва 6-4 6-2                 | София Мунера Санчес Сабина Славикович        |
| 13 октября  | Шарм-эш-Шейх, Египет $10,000 — Хард Турнир 2013                                                 | Элизе Мертенс 2-6 6-2 6-4                               | Клартье Либенс                               |
| 13 октября  | Шарм-эш-Шейх, Египет $10,000 — Хард Турнир 2013                                                 | Ола Абу Зекри Карина Вендитти 6-4 6-4                   | Полин Пайе Людмила Васильева                 |
| 13 октября  | Лагос, Нигерия $25,000 — Хард Турнир 2013                                                       | Тадея Маерич 7-5 7-5                                    | Далила Якупович                              |
| 13 октября  | Лагос, Нигерия $25,000 — Хард Турнир 2013                                                       | Наоми Броуди Эмили Уэбли-Смит 3-6 6-4 [10-7]            | Фатма Аль Набхани Кристина Дину              |
| 13 октября  | Макинохара, Япония $25,000 — Трава Турнир 2013                                                  | Зарина Дияс 6-3 6-4                                     | Белинда Бенчич                               |
| 13 октября  | Макинохара, Япония $25,000 — Трава Турнир 2013                                                  | Эри Ходзуми Макото Ниномия 6-1 6-2                      | Нича Летпитаксинчай Пеангтарн Плипыч         |
| 13 октября  | Рок-Хилл, США $25,000 — Хард Турнир 2013                                                        | Мариана Дуке-Мариньо 6-3 6-4                            | Анна Татишвили                               |
| 13 октября  | Рок-Хилл, США $25,000 — Хард Турнир 2013                                                        | Мариана Дуке-Мариньо Мария Иригойен 4-6 7-6(5) [12-10]  | Элли Кик Эйжа Мухаммад                       |
| 13 октября  | Лимож, Франция $50,000 — Хард(i) Турнир 2013                                                    | Кристина Плишкова 3-6 6-3 6-2                           | Тамира Пашек                                 |
| 13 октября  | Лимож, Франция $50,000 — Хард(i) Турнир 2013                                                    | Виктория Голубич Магда Линетт 6-4 6-4                   | Николь Клерико Никола Франкова               |
| 21 октября  | Анталья, Турция $10,000 — Грунт Турнир 2013                                                     | Анастасия Рудакова 6-1 6-0                              | Екатерина Горгодзе                           |
| 21 октября  | Анталья, Турция $10,000 — Грунт Турнир 2013                                                     | Кверина Лемойне Габриэла ван де Граф 6-3 0-6 [10-7]     | Мари Бенуа Кимберли Циммерманн               |
| 21 октября  | Богота, Колумбия $10,000 — Хард Турнир 2013                                                     | Андреа Кох Бенвенуто 6-3 6-3                            | Анна Каталина Альзате Эсмурзаева             |
| 21 октября  | Богота, Колумбия $10,000 — Хард Турнир 2013                                                     | Доменика Гонсалес Камила Сильва 6-2 6-4                 | Анна Каталина Альзате Эсмурзаева Жад Схулинк |
| 21 октября  | Дубровник, Хорватия $10,000 — Грунт Турнир 2013                                                 | Барбора Крейчикова 6-1 3-6 6-0                          | Полона Реберсак                              |
| 21 октября  | Дубровник, Хорватия $10,000 — Грунт Турнир 2013                                                 | Агнеш Букта Вивьен Юхасова 6-3 6-3                      | Ленка Юрикова Барбора Крейчикова             |
| 21 октября  | Ираклион, Греция $10,000 — Ковёр Турнир 2013                                                    | Лена-Мари Хофманн 6-4 4-6 6-0                           | Лиза Сабино                                  |
| 21 октября  | Ираклион, Греция $10,000 — Ковёр Турнир 2013                                                    | Росали ван дер Хук Мэнди Вагемакер 3-6 6-0 [10-6]       | Доминика Патерова Никола Швайнерова          |
| 21 октября  | Кинтана-Роо, Мексика $10,000 — Хард Турнир 2013                                                 | Эшли Вейнхольд 6-3 4-6 7-5                              | Рената Сарасуа                               |
| 21 октября  | Кинтана-Роо, Мексика $10,000 — Хард Турнир 2013                                                 | Даниэла Схипперс Франческа Сегарелли 7-5 7-6(2)         | Констанса Горчес Джессика Инохоса Гомес      |
| 21 октября  | Маркос-Хуарес, Аргентина $10,000 — Грунт Турнир 2013                                            | Каролина Себальос 4-6 7-6(3) 7-5                        | Хульета Лара Эстабле                         |
| 21 октября  | Маркос-Хуарес, Аргентина $10,000 — Грунт Турнир 2013                                            | Карла Бруццези Авелья Каролина Себальос 6-2 6-2         | София Луини Гваделупа Перес Рохас            |
| 21 октября  | Стокгольм, Швеция $10,000 — Хард(i) Турнир 2013                                                 | Ребекка Петерсон 7-6(2) 6-2                             | Таисия Мордергер                             |
| 21 октября  | Стокгольм, Швеция $10,000 — Хард(i) Турнир 2013                                                 | Мария Мох Ева Пальма 6-2 6-2                            | Эмма Эк Зузанна Лукнарова                    |
| 21 октября  | Шарм-эш-Шейх, Египет $10,000 — Хард Турнир 2013                                                 | Элизе Мертенс 6-7(0) 6-1 6-3                            | Клартье Либенс                               |
| 21 октября  | Шарм-эш-Шейх, Египет $10,000 — Хард Турнир 2013                                                 | Элизе Мертенс Сандра Заневская 6-4 6-7(5) [12-10]       | Валерия Страхова Карина Вендитти             |
| 21 октября  | Герцлия, Израиль $25,000 — Хард Турнир 2013                                                     | Юлия Бейгельзимер 6-3 4-6 5-2 — отказ                   | Кристина Кучова                              |
| 21 октября  | Герцлия, Израиль $25,000 — Хард Турнир 2013                                                     | Юлия Бейгельзимер Анастасия Васильева 6-3 6-3           | Башак Эрайдын Мелис Сезер                    |
| 21 октября  | Касабланка, Марокко $25,000 — Грунт Турнир 2013                                                 | Виктория Кан 6-4 6-4                                    | Ольга Савчук                                 |
| 21 октября  | Касабланка, Марокко $25,000 — Грунт Турнир 2013                                                 | Паула Каня Валерия Соловьёва 7-6(3) 6-4                 | Сесилия Коста Мельжар Анастасия Гримальская  |
| 21 октября  | Лагос, Нигерия $25,000 — Хард Турнир 2013                                                       | Джоя Барбьери 3-6 6-3 3-0 — отказ                       | Нина Братчикова                              |
| 21 октября  | Лагос, Нигерия $25,000 — Хард Турнир 2013                                                       | Фатма Аль Набхани Джоя Барбьери 1-6 6-4 [10-8]          | Конни Перрен Шанель Симмондс                 |
| 21 октября  | Флоренс, США $25,000 — Хард Турнир 2013                                                         | Анна Татишвили 6-2 4-6 6-4                              | Мэдисон Бренгл                               |
| 21 октября  | Флоренс, США $25,000 — Хард Турнир 2013                                                         | Анамика Бхаргава Мэдисон Бренгл 7-5 7-5                 | Кристи Бокс Абигейл Гатри                    |
| 21 октября  | Хамамацу, Япония $25,000 — Трава Турнир 2013                                                    | Сюко Аояма 7-6(4) 6-1                                   | Эри Ходзуми                                  |
| 21 октября  | Хамамацу, Япония $25,000 — Трава Турнир 2013                                                    | Сюко Аояма Дзюнри Намигата 6-4 6-3                      | Белинда Бенчич София Шапатава                |
| 21 октября  | Бендиго, Австралия $50,000 — Хард Турнир 2013                                                   | Кейси Деллакква 6-4 6-4                                 | Ноппаван Летчивакан                          |
| 21 октября  | Бендиго, Австралия $50,000 — Хард Турнир 2013                                                   | Эрика Сэма Юрика Сэма 3-6 6-2 [11-9]                    | Моника Адамчак Оливия Роговска               |
| 21 октября  | Сагеней, Канада $50,000 — Хард(i) Турнир 2013                                                   | Унс Джабир 6-7(0) 6-3 6-3                               | Коко Вандевеге                               |
| 21 октября  | Сагеней, Канада $50,000 — Хард(i) Турнир 2013                                                   | Марта Домаховска Андреа Главачкова 7-5 6-3              | Франсуаза Абанда Виктория Дюваль             |
| 21 октября  | Вьеннский международный женский теннисный турнир Пуатье, Франция $100,000 — Хард(i) Турнир 2013 | Александра Саснович 6-1 5-7 6-4                         | София Арвидссон                              |
| 21 октября  | Вьеннский международный женский теннисный турнир Пуатье, Франция $100,000 — Хард(i) Турнир 2013 | Луция Градецкая Михаэлла Крайчек 7-6(5) 6-2             | Кристина Макхейл Моника Никулеску            |
| 28 октября  | Анталья, Турция $10,000 — Грунт Турнир 2013                                                     | Патрича Мария Циг 6-2 4-2 — отказ                       | Ралука Елена Платон                          |
| 28 октября  | Анталья, Турция $10,000 — Грунт Турнир 2013                                                     | Диана Бузян Ралука Елена Платон 3-6 6-3 [10-5]          | Екатерина Горгодзе Пиа Кёниг                 |
| 28 октября  | Беникарло, Испания $10,000 — Грунт Турнир 2013                                                  | Андреа Гамис 6-2 6-0                                    | Жад Суврейн                                  |
| 28 октября  | Беникарло, Испания $10,000 — Грунт Турнир 2013                                                  | Татьяна Буа Лусия Сервера-Васкес 6-3 6-0                | Совяня Бависетти Чжу Айвэнь                  |
| 28 октября  | Буэнос-Айрес, Аргентина $10,000 — Грунт Турнир 2013                                             | Каролина Себальос 6-4 6-3                               | София Бланко                                 |
| 28 октября  | Буэнос-Айрес, Аргентина $10,000 — Грунт Турнир 2013                                             | Фернанда Брито Каролина де лос Сантос 7-6(3) 4-6 [10-6] | Ана Виктория Гобби Монльяу Констанса Вега    |
| 28 октября  | Ираклион, Греция $10,000 — Ковёр Турнир 2013                                                    | Летисия Сарразан 7-5 6-2                                | Наталья Седлиская                            |
| 28 октября  | Ираклион, Греция $10,000 — Ковёр Турнир 2013                                                    | Вероника Коларова Никола Швайнерова 6-4 6-2             | Луиза Мари Хубер Каролин Шмидт               |
| 28 октября  | Кинтана-Роо, Мексика $10,000 — Хард Турнир 2013                                                 | Виктория Родригес 6-2 6-4                               | Лорен Альбанезе                              |
| 28 октября  | Кинтана-Роо, Мексика $10,000 — Хард Турнир 2013                                                 | Кристина Блайкевич Бранди Мина 7-6(2) 6-2               | Каролина Бетанкур Камила Фуэнтес             |
| 28 октября  | Стокгольм, Швеция $10,000 — Хард(i) Турнир 2013                                                 | Ребекка Петерсон 6-7(4) 6-2 6-4                         | Зузана Лукнарова                             |
| 28 октября  | Стокгольм, Швеция $10,000 — Хард(i) Турнир 2013                                                 | Доника Башота Сусанна Селик 6-1 6-4                     | Эмм Эк Зузана Лукнарова                      |
| 28 октября  | Умаг, Хорватия $10,000 — Грунт Турнир 2013                                                      | Барбора Крейчикова 6-1 6-4                              | Агнеш Букта                                  |
| 28 октября  | Умаг, Хорватия $10,000 — Грунт Турнир 2013                                                      | Вивьен Юхасова Тереза Маликова 6-4 7-6(5)               | Агнеш Букта Барбора Крейчикова               |
| 28 октября  | Шарм-эш-Шейх, Египет $10,000 — Хард Турнир 2013                                                 | Сандра Заневская 6-4 6-1                                | Валерия Проспери                             |
| 28 октября  | Шарм-эш-Шейх, Египет $10,000 — Хард Турнир 2013                                                 | Полин Пайе Валерия Проспери 5-7 6-4 [10-5]              | Джулия Бруццоне Швета Рана                   |
| 28 октября  | Каракас, Венесуэла $25,000 — Хард Турнир 2013                                                   | Вероника Сепеде Роиг 6-2 6-2                            | Лаура Пигосси                                |
| 28 октября  | Каракас, Венесуэла $25,000 — Хард Турнир 2013                                                   | Вероника Сепеде Роиг Адриана Перес 6-3 6-3              | Флоренсия Молинеро Лаура Пигосси             |
| 28 октября  | Samsung Securities Cup Сеул, Южная Корея $25,000 — Хард Турнир 2013                             | Хан На Рэ 6-4 6-4                                       | Ким Да Хйе                                   |
| 28 октября  | Samsung Securities Cup Сеул, Южная Корея $25,000 — Хард Турнир 2013                             | Хан На Рэ Ю Ми 2-6 6-3 [10-6]                           | Ким Сун Чун Ю Мин Хва                        |
| 28 октября  | Стамбул, Турция $25,000 — Хард(i) Турнир 2013                                                   | Ксения Первак 6-0 7-5                                   | Ангелина Калинина                            |
| 28 октября  | Стамбул, Турция $25,000 — Хард(i) Турнир 2013                                                   | Чагла Бююкакчай Пемра Озген 6-3 6-2                     | София Шапатава Анастасия Васильева           |
| 28 октября  | Бендиго, Австралия $50,000 — Хард Турнир 2013                                                   | Кейси Деллакква 6-3 6-1                                 | Тамми Паттерсон                              |
| 28 октября  | Бендиго, Австралия $50,000 — Хард Турнир 2013                                                   | Моника Адамчак Оливия Роговска 6-3 2-6 [11-9]           | Стефани Бенгсон Салли Пирс                   |
| 28 октября  | Нью-Браунфелс, США $50,000 — Хард Турнир 2013                                                   | Анна Татишвили 6-4 6-4                                  | Елица Костова                                |
| 28 октября  | Нью-Браунфелс, США $50,000 — Хард Турнир 2013                                                   | Анна Татишвили Коко Вандевеге 3-6 6-3 [13-11]           | Эйжа Мухаммад Тейлор Таунсенд                |
| 28 октября  | Тайбэй, Тайвань $50,000 — Хард Турнир 2013                                                      | Паула Каня 6-1 6-3                                      | Зарина Дияс                                  |
| 28 октября  | Тайбэй, Тайвань $50,000 — Хард Турнир 2013                                                      | Лесли Керкхове Аранча Рус 6-4 2-6 [14-12]               | Чэнь И Луксика Кумкхум                       |
| 28 октября  | Торонто, Канада $50,000 — Хард(i) Турнир 2013                                                   | Виктория Дюваль 7-5 — отказ                             | Тимея Бабош                                  |
| 28 октября  | Торонто, Канада $50,000 — Хард(i) Турнир 2013                                                   | Франсуаза Абанда Виктория Дюваль 7-6(5) 2-6 [11-9]      | Мелани Уден Джессика Пегула                  |
| 28 октября  | Нант, Франция $50,000+Н — Хард(i) Турнир 2013                                                   | Александра Саснович 4-6 6-4 6-2                         | Магда Линетт                                 |
| 28 октября  | Нант, Франция $50,000+Н — Хард(i) Турнир 2013                                                   | Луция Градецкая Михаэлла Крайчек 6-3 6-2                | Стефани Форетц Гакон Ева Грдинова            |
| 28 октября  | AEGON GB Pro-Series Barnstaple Барнстапл, Великобритания $75,000 — Хард(i) Турнир 2013          | Марта Сироткина 6-7(5) 6-3 7-6(6)                       | Кристина Плишкова                            |
| 28 октября  | AEGON GB Pro-Series Barnstaple Барнстапл, Великобритания $75,000 — Хард(i) Турнир 2013          | Наоми Броуди Кристина Плишкова 6-3 3-6 [10-5]           | Ралука Олару Тамира Пашек                    |

### Ноябрь
| Дата начала | Турнир                                                                           | Чемпионки (Счёт финала)                               | Финалистки                                             |
| ----------- | -------------------------------------------------------------------------------- | ----------------------------------------------------- | ------------------------------------------------------ |
| 4 ноября    | Анталья, Турция $10,000 — Грунт Турнир 2013                                      | Патрича Мария Циг 6-7(5) 6-2 6-2                      | Мартина Кубичикова                                     |
| 4 ноября    | Анталья, Турция $10,000 — Грунт Турнир 2013                                      | Диана Бузян Ралука Елена Платон 7-5 6-1               | Лина Джёрческа Мартина Кубичикова                      |
| 4 ноября    | Буэнос-Айрес, Аргентина $10,000 — Грунт Турнир 2013                              | Ванеса Фурланетто 7-6(5) 3-6 7-6(4)                   | Каталина Пелья                                         |
| 4 ноября    | Буэнос-Айрес, Аргентина $10,000 — Грунт Турнир 2013                              | София Луини Каталина Пелья 6-4 6-4                    | Фернанда Брито Каролина де лос Сантос                  |
| 4 ноября    | Винарос, Испания $10,000 — Грунт Турнир 2013                                     | Ольга Саес Ларра 4-6 7-5 6-4                          | Маяр Шериф                                             |
| 4 ноября    | Винарос, Испания $10,000 — Грунт Турнир 2013                                     | Татьяна Буа Лусия Сервера-Васкес 6-3 6-2              | Совяна Бависетти Чжу Айвэнь                            |
| 4 ноября    | Ираклион, Греция $10,000 — Ковёр Турнир 2013                                     | Наталья Седлиская 6-1 6-4                             | Вендула Завинцова                                      |
| 4 ноября    | Ираклион, Греция $10,000 — Ковёр Турнир 2013                                     | Чилла Боршаньи Илка Чореги 4-6 6-3 [11-9]             | Марина Колб Надя Колб                                  |
| 4 ноября    | Лафборо, Великобритания $10,000 — Хард(i) Турнир 2013                            | Анна Смит 6-3 7-5                                     | Клартье Либенс                                         |
| 4 ноября    | Лафборо, Великобритания $10,000 — Хард(i) Турнир 2013                            | Джоселин Рэй Анна Смит 6-0 4-6 [10-3]                 | Франческа Палмиджано Камилла Розателло                 |
| 4 ноября    | Лима, Перу $10,000 — Грунт Турнир 2013                                           | Ана София Санчес 6-3 5-7 6-4                          | Франческа Сегарелли                                    |
| 4 ноября    | Лима, Перу $10,000 — Грунт Турнир 2013                                           | Алдана Чикарелли Франческа Сегарелли 6-2 4-6 [10-5]   | Даниэла Фарфан Катрин Габриэла Миранда-Чанг            |
| 4 ноября    | Сан-Жозе-ду-Риу-Прету, Бразилия $10,000 — Грунт Турнир 2013                      | Габриэла Се 6-2 4-6 7-5                               | Каролина Мелигени Родригес Алвес                       |
| 4 ноября    | Сан-Жозе-ду-Риу-Прету, Бразилия $10,000 — Грунт Турнир 2013                      | Габриэла Се Наталья Росси 6-3 6-4                     | Каролина Мелигени Родригес Алвес Жулиана Роша Кардосо  |
| 4 ноября    | Умаг, Хорватия $10,000 — Грунт Турнир 2013                                       | Агнеш Букта 6-0 6-1                                   | Адрияна Лекай                                          |
| 4 ноября    | Умаг, Хорватия $10,000 — Грунт Турнир 2013                                       | Агнеш Букта Вивьен Юхасова 6-4 6-0                    | Алёна Сотникова Джулия Суссарелло                      |
| 4 ноября    | Шарм-эш-Шейх, Египет $10,000 — Хард Турнир 2013                                  | Ивана Йорович 6-0 6-2                                 | Янина Толян                                            |
| 4 ноября    | Шарм-эш-Шейх, Египет $10,000 — Хард Турнир 2013                                  | Натела Дзаламидзе Кристина Казимова 6-4 6-3           | Елена-Теодора Кадар Арабела Фернандес Рабенер          |
| 4 ноября    | Пхукет, Таиланд $15,000 — Хард(i) Турнир 2013                                    | Чжан Лин 6-2 7-6(7)                                   | Нича Летпитаксинчай                                    |
| 4 ноября    | Пхукет, Таиланд $15,000 — Хард(i) Турнир 2013                                    | Лу Цзясян Лу Цзяцзин 6-4 7-5                          | Пеангтарн Плипыч Варуня Вонгтинчай                     |
| 4 ноября    | Астана, Казахстан $25,000 — Хард(i) Турнир 2013                                  | Надежда Киченок 6-3 6-1                               | Илона Кремень                                          |
| 4 ноября    | Астана, Казахстан $25,000 — Хард(i) Турнир 2013                                  | Людмила Киченок Надежда Киченок 6-1 6-1               | Александра Артамонова Евгения Пашкова                  |
| 4 ноября    | Экёрдрвиль-Энвиль, Франция $25,000 — Хард(i) Турнир 2013                         | Амандин Эсс 7-6(5) 3-6 6-4                            | Тимея Бачински                                         |
| 4 ноября    | Экёрдрвиль-Энвиль, Франция $25,000 — Хард(i) Турнир 2013                         | Тимея Бачински Кристина Барруа 6-4 6-3                | Диана Марцинкевич Ева Ваканно                          |
| 4 ноября    | Кэптива, США $50,000 — Хард Турнир 2013                                          | Мэнди Минелла 6-3 6-3                                 | Габриэла Дабровски                                     |
| 4 ноября    | Кэптива, США $50,000 — Хард Турнир 2013                                          | Габриэла Дабровски Элли Уилл 6-1 6-2                  | Джулия Босеруп Александра Мюллер                       |
| 4 ноября    | Стамбул, Турция $50,000 — Хард(i) Турнир 2013                                    | Ксения Первак 6-4 7-6(4)                              | Ева Бирнерова                                          |
| 4 ноября    | Стамбул, Турция $50,000 — Хард(i) Турнир 2013                                    | Нигина Абдураимова Мария Елена Камерин 6-3 2-6 [10-8] | Тадея Маерич Кристина-Андрея Миту                      |
| 11 ноября   | Анталья, Турция $10,000 — Грунт Турнир 2013                                      | Ана Богдан 7-6(5) 7-6(5)                              | Екатерина Горгодзе                                     |
| 11 ноября   | Анталья, Турция $10,000 — Грунт Турнир 2013                                      | Лина Джёрческа Анастасия Вдовенко 6-3 6-2             | Диана Бузян Ралука Елена Платон                        |
| 11 ноября   | Астана, Казахстан $10,000 — Хард(i) Турнир 2013                                  | Камила Керимбаева 6-1 6-3                             | Альбина Хабибулина                                     |
| 11 ноября   | Астана, Казахстан $10,000 — Хард(i) Турнир 2013                                  | Полина Монова Алёна Тарасова 4-6 6-1 [10-6]           | Альбина Хабибулина Ксения Палкина                      |
| 11 ноября   | Бол, Хорватия $10,000 — Грунт Турнир 2013                                        | Эма Микульчич 6-2 6-3                                 | Габриэла Пантучкова                                    |
| 11 ноября   | Бол, Хорватия $10,000 — Грунт Турнир 2013                                        | Барбора Крейчикова Деми Схюрс 6-2 6-4                 | Вивьен Юхасова Тереза Маликова                         |
| 11 ноября   | Ираклион, Греция $10,000 — Ковёр Турнир 2013                                     | Аминат Кушхова 6-2 6-2                                | Вендула Зовинцова                                      |
| 11 ноября   | Ираклион, Греция $10,000 — Ковёр Турнир 2013                                     | Чилла Боршаньи Илка Чореги 6-0 6-1                    | Стеффи Дистельманс Нана Миякава                        |
| 11 ноября   | Лима, Перу $10,000 — Грунт Турнир 2013                                           | Андреа Кох Бенвенуто 7-5 6-7(4) 6-2                   | Патрисия Ку-Флорес                                     |
| 11 ноября   | Лима, Перу $10,000 — Грунт Турнир 2013                                           | Ана София Санчес Франческа Сегарелли 0-6 6-4 [10-8]   | Даниэла Фарфан Мария Фернанда Эрасо Гонсалес           |
| 11 ноября   | Манчестер, Великобритания $10,000 — Хард(i) Турнир 2013                          | Клартье Либенс 7-5 6-1                                | Наталья Вайдова                                        |
| 11 ноября   | Манчестер, Великобритания $10,000 — Хард(i) Турнир 2013                          | Джоселин Рэй Анна Смит 6-1 6-4                        | Ева Ваканно Юлия Вахачик                               |
| 11 ноября   | Сан-Жозе-ду-Риу-Прету, Бразилия $10,000 — Грунт Турнир 2013                      | Габриэла Се 7-6(3) 6-3                                | Наталья Росси                                          |
| 11 ноября   | Сан-Жозе-ду-Риу-Прету, Бразилия $10,000 — Грунт Турнир 2013                      | Суэллен Абель Эдуарда Пиай 6-3 7-6(3)                 | Габриэла Се Наталья Росси                              |
| 11 ноября   | Сан-Хорхе, Испания $10,000 — Хард Турнир 2013                                    | Паула Бадоса 7-5 6-0                                  | Лусия Сервера-Васкес                                   |
| 11 ноября   | Сан-Хорхе, Испания $10,000 — Хард Турнир 2013                                    | Барбара Луш Нурия Паррисас-Диас 7-5 6-4               | Совяня Бависетти Лусия Сервера-Васкес                  |
| 11 ноября   | Уджда, Марокко $10,000 — Грунт Турнир 2013                                       | Жад Суврейн 4-6 6-4 6-3                               | Зара Разафимахатратра                                  |
| 11 ноября   | Уджда, Марокко $10,000 — Грунт Турнир 2013                                       | Лина Косталь Зара Разафимахатратра 6-3 7-5            | Александра Нанкэрроу Ольга Паррес Аскойтия             |
| 11 ноября   | OrtoLääkärit Open Хельсинки, Финляндия $10,000 — Хард(i) Турнир 2013             | Елена Остапенко 7-5 4-6 7-5                           | Сусанна Селик                                          |
| 11 ноября   | OrtoLääkärit Open Хельсинки, Финляндия $10,000 — Хард(i) Турнир 2013             | Елена Остапенко Ева Пальма 6-2 5-7 [11-9]             | Кверина Лемойне Мартина Прадова                        |
| 11 ноября   | Шарм-эш-Шейх, Египет $10,000 — Хард Турнир 2013                                  | Ивана Йорович 6-2 6-4                                 | Арабела Фернандес Рабенер                              |
| 11 ноября   | Шарм-эш-Шейх, Египет $10,000 — Хард Турнир 2013                                  | Алёна Фомина Кристина Шаховец 6-2 5-7 [11-9]          | Джулия Бруццоне Полин Пайе                             |
| 11 ноября   | Мумбаи, Индия $15,000 — Хард Турнир 2013                                         | Прартхана Тхомбаре 6-3 6-7(10) 6-4                    | Сюй Цзинвэнь                                           |
| 11 ноября   | Мумбаи, Индия $15,000 — Хард Турнир 2013                                         | Анамика Бхаргава Эмили Уэбли-Смит 6-4 7-5             | Сюй Цзинвэнь Эден Сильва                               |
| 11 ноября   | Пхукет, Таиланд $15,000 — Хард(i) Турнир 2013                                    | Чжан Лин 0-6 7-6(2) 6-3                               | Лу Цзяцзин                                             |
| 11 ноября   | Пхукет, Таиланд $15,000 — Хард(i) Турнир 2013                                    | Нича Летпитаксинчай Пеангтарн Плипыч 3-6 6-2 [10-8]   | Лу Цзясян Лу Цзяцзин                                   |
| 11 ноября   | Завада, Польша $25,000 — Ковёр(i) Турнир 2013                                    | Катерина Синякова 6-1 6-3                             | Нина Цандер                                            |
| 11 ноября   | Завада, Польша $25,000 — Ковёр(i) Турнир 2013                                    | Никола Франкова Тереза Смиткова 6-1 2-6 [10-8]        | Юстина Егёлка Диана Марцинкевич                        |
| 11 ноября   | Минск, Беларусь $25,000 — Хард(i) Турнир 2013                                    | Маргарита Гаспарян 6-4 6-4                            | Анастасия Васильева                                    |
| 11 ноября   | Минск, Беларусь $25,000 — Хард(i) Турнир 2013                                    | Илона Кремень Александра Саснович 7-6(3) 6-0          | Анна Данилина Ольга Дорошина                           |
| 11 ноября   | Al Habtoor Tennis Challenge Дубай, ОАЭ $75,000 — Хард Турнир 2013                | Яна Чепелова 6-1 6-2                                  | Мария Елена Камерин                                    |
| 11 ноября   | Al Habtoor Tennis Challenge Дубай, ОАЭ $75,000 — Хард Турнир 2013                | Виталия Дьяченко Ольга Савчук 7-5 6-1                 | Людмила Киченок Надежда Киченок                        |
| 18 ноября   | Анталья, Турция $10,000 — Грунт Турнир 2013                                      | Екатерина Горгодзе 4-6 6-1 6-4                        | Диана Бузян                                            |
| 18 ноября   | Анталья, Турция $10,000 — Грунт Турнир 2013                                      | Лина Джёрческа Анастасия Вдовенко 6-1 2-6 [10-7]      | Бьянка Хинку Кёка Окамура                              |
| 18 ноября   | Астана, Казахстан $10,000 — Хард(i) Турнир 2013                                  | Сабина Шарипова 7-5 6-0                               | Алёна Тарасова                                         |
| 18 ноября   | Астана, Казахстан $10,000 — Хард(i) Турнир 2013                                  | Альбина Хабибулиина Шанталь Шкамлова 6-2 6-3          | Азия Даир Иванка Карамалак                             |
| 18 ноября   | Бол, Хорватия $10,000 — Грунт Турнир 2013                                        | Ива Мековец 6-7(9) 6-0 6-3                            | Милана Шпремо                                          |
| 18 ноября   | Кастельон-де-ла-Плана, Испания $10,000 — Грунт Турнир 2013                       | Лусия Сервера-Васкес 6-1 6-0                          | Ольга Саес Ларра                                       |
| 18 ноября   | Кастельон-де-ла-Плана, Испания $10,000 — Грунт Турнир 2013                       | Мартина Колменья Анна Клазен 6-1 5-7 [10-5]           | Лусия Сервера-Васкес Чжу Айвэнь                        |
| 18 ноября   | Фес, Марокко $10,000 — Грунт Турнир 2013                                         | Жад Суврейн 6-4 4-6 6-0                               | Пиа Кёниг                                              |
| 18 ноября   | Фес, Марокко $10,000 — Грунт Турнир 2013                                         | Александра Нанкэрроу Ольга Паррес Аскойтия 6-4 6-4    | Анна Мария Хайль Пиа Кёниг                             |
| 18 ноября   | Шарм-эш-Шейх, Египет $10,000 — Хард Турнир 2013                                  | Джулия Бруццоне 6-3 1-6 6-4                           | Натела Дзаламидзе                                      |
| 18 ноября   | Шарм-эш-Шейх, Египет $10,000 — Хард Турнир 2013                                  | Кэти Боултер Жюстин де Суттер 6-4 6-4                 | Натела Дзаламидзе Юлия Гнатейко                        |
| 18 ноября   | Буча, Украина $25,000 — Ковёр(i) Турнир 2013                                     | Полина Виноградова 4-6 6-3 6-4                        | Ангелина Калинина                                      |
| 18 ноября   | Буча, Украина $25,000 — Ковёр(i) Турнир 2013                                     | София Шапатава Анастасия Васильева 7-6(4) 6-2         | Ангелина Калинина Елизавета Куличкова                  |
| 18 ноября   | Dunlop World Challenge Тоёта, Япония $75,000+Н — Ковёр(i) Турнир 2013            | Луксика Кумкхум 3-6 6-1 6-3                           | Хироко Кувата                                          |
| 18 ноября   | Dunlop World Challenge Тоёта, Япония $75,000+Н — Ковёр(i) Турнир 2013            | Сюко Аояма Мисаки Дои 7-6(1) 2-6 [11-9]               | Эри Ходзуми Макото Ниномия                             |
| 18 ноября   | Soho Square Ladies Tournament Шарм-эш-Шейх, Египет $75,000+Н — Грунт Турнир 2013 | Виктория Кан 6-4 6-4                                  | Настя Колар                                            |
| 18 ноября   | Soho Square Ladies Tournament Шарм-эш-Шейх, Египет $75,000+Н — Грунт Турнир 2013 | Тимея Бачински Кристина Барруа 6-7(5) 6-0 [10-4]      | Анна Моргина Катерина Синякова                         |
| 25 ноября   | Анталья, Турция $10,000 — Грунт Турнир 2013                                      | Алёна Сотникова 6-0 7-6(2)                            | Анастасия Вдовенко                                     |
| 25 ноября   | Анталья, Турция $10,000 — Грунт Турнир 2013                                      | Наталья Костич Карин Моргосова 7-6(2) 6-4             | Анита Гусарич Кимберли Циммерманн                      |
| 25 ноября   | Богота, Колумбия $10,000 — Грунт Турнир 2013                                     | Андреа Кох Бенвенуто 6-1 6-1                          | Наоми Тотка                                            |
| 25 ноября   | Богота, Колумбия $10,000 — Грунт Турнир 2013                                     | Андреа Кох Бенвенуто Даниэлла Рольдан 6-1 6-4         | Мария Фернанда Эрасо Гонсалес Наоми Тотка              |
| 25 ноября   | Бол, Хорватия $10,000 — Грунт Турнир 2013                                        | Барбора Крейчикова 3-6 6-0 6-3                        | Эма Микульчич                                          |
| 25 ноября   | Бол, Хорватия $10,000 — Грунт Турнир 2013                                        | Барбора Крейчикова Ана Бьянка Михаила 6-2 6-2         | Бояна Маринкович Наталия Сипек                         |
| 25 ноября   | Нулес, Испания $10,000 — Грунт Турнир 2013                                       | Ольга Саес Ларра 6-3 6-2                              | Лиза Сабино                                            |
| 25 ноября   | Нулес, Испания $10,000 — Грунт Турнир 2013                                       | Ноэлия Боусо Санотти Инес Аббу 7-5 6-4                | Мария дель Росарио Канеро Перес Мария Хосе Луке Морено |
| 25 ноября   | Ретимнон, Греция $10,000 — Хард Турнир 2013                                      | Кэти Данн 6-3 6-4                                     | Лизанне ван Рит                                        |
| 25 ноября   | Ретимнон, Греция $10,000 — Хард Турнир 2013                                      | Сара Бет Эскью Кэти Данн 2-6 6-4 [10-5]               | Маргарита Лазарева Лизанне ван Рит                     |
| 25 ноября   | Сан-Паулу, Бразилия $10,000 — Грунт Турнир 2013                                  | Габриэла Се 7-6(5) 7-5                                | Андреа Бенитес                                         |
| 25 ноября   | Сан-Паулу, Бразилия $10,000 — Грунт Турнир 2013                                  | Натали Курата Эдуарда Пиай 6-1 1-6 [10-8]             | Габриэла Се Ли Бэйцзи                                  |
| 25 ноября   | Сантьяго, Чили $10,000 — Грунт Турнир 2013                                       | Надя Подорошка 6-2 5-7 3-5 — отказ                    | Сесилия Коста Мельжар                                  |
| 25 ноября   | Сантьяго, Чили $10,000 — Грунт Турнир 2013                                       | София Луини Ана Мадкур 6-4 6-7(5) [10-6]              | Гваделупа Морено Камила Сильва                         |
| 25 ноября   | Фес, Марокко $10,000 — Грунт Турнир 2013                                         | Жад Суврейн 7-5 6-0                                   | Зара Разафимахатратра                                  |
| 25 ноября   | Фес, Марокко $10,000 — Грунт Турнир 2013                                         | Александра Нанкэрроу Ольга Паррес Аскойтия 7-6(2) 6-3 | Надя Лалами Шарлотта Рёмер                             |
| 25 ноября   | Шарм-эш-Шейх, Египет $10,000 — Хард Турнир 2013                                  | Ирина Шиманович 6-4 6-3                               | Эмили Уэбли-Смит                                       |
| 25 ноября   | Шарм-эш-Шейх, Египет $10,000 — Хард Турнир 2013                                  | Арабела Фернандес Рабенер Людмила Васильева 6-0 6-2   | Илзе Хаттинг Мадри ле Ру                               |
| 25 ноября   | Монтеррей, Мексика $25,000 — Хард Турнир 2013                                    | Адриана Перес 4-6 6-4 6-3                             | Инди де Вроме                                          |
| 25 ноября   | Монтеррей, Мексика $25,000 — Хард Турнир 2013                                    | Флоренсия Молинеро Лаура Пигосси 7-5 7-5              | Инди де Вроме Ленка Винерова                           |

### Декабрь
| Дата начала | Турнир                                                    | Чемпионки (Счёт финала)                                      | Финалистки                            |
| ----------- | --------------------------------------------------------- | ------------------------------------------------------------ | ------------------------------------- |
| 2 декабря   | Анталья, Турция $10,000 — Грунт Турнир 2013               | Натела Дзаламидзе 2-6 7-6(5) 6-3                             | Алёна Сотникова                       |
| 2 декабря   | Анталья, Турция $10,000 — Грунт Турнир 2013               | Натела Дзаламидзе Кристина Казимова 6-1 6-0                  | Никола Горакова Габриэла ван де Граф  |
| 2 декабря   | Барранкилья, Колумбия $10,000 — Грунт Турнир 2013         | Мария Фернанда Эрасо Гонсалес 6-4 6-2                        | Андреа Кох Бенвенуто                  |
| 2 декабря   | Барранкилья, Колумбия $10,000 — Грунт Турнир 2013         | Мария Паулина Перес-Гарсия Паула Андреа Перес-Гарсия 6-1 6-4 | Андреа Кох Бенвенуто Даниэлла Рольдан |
| 2 декабря   | Борриоль, Испания $10,000 — Грунт Турнир 2013             | Мария Марфутина 1-6 7-5 6-3                                  | Лёля Жанжан                           |
| 2 декабря   | Борриоль, Испания $10,000 — Грунт Турнир 2013             | Лёля Жанжан Марин Парто 4-6 6-1 [10-3]                       | Тина Техрани Мэнди Вагемакер          |
| 2 декабря   | Гонконг $10,000 — Хард Турнир 2013                        | Чжао Ди 6-0 4-6 7-6(8)                                       | Лу Цзяцзин                            |
| 2 декабря   | Гонконг $10,000 — Хард Турнир 2013                        | Хон Сын Ён Ли Хе Мин 6-1 7-6(2)                              | Се Шуин Ян Цзясян                     |
| 2 декабря   | Джибути, Джибути $10,000 — Хард Турнир 2013               | Барбара Хаас 6-4 6-3                                         | Ли Хуачжэнь                           |
| 2 декабря   | Джибути, Джибути $10,000 — Хард Турнир 2013               | Ли Хуачжэнь Яна Сизикова 6-3 6-3                             | Швета Рана Ван Сияо                   |
| 2 декабря   | Дуино-Ауризина, Италия $10,000 — Грунт(i) Турнир 2013     | Анастасия Гримальская 6-3 6-4                                | Маргалита Чахнашвили                  |
| 2 декабря   | Дуино-Ауризина, Италия $10,000 — Грунт(i) Турнир 2013     | Клаудиа Джовине Аличе Маттеуччи 7-6(4) 6-1                   | Анастасия Гримальская Юлиана Лисарасо |
| 2 декабря   | Сан-Жозе-дус-Кампус, Бразилия $10,000 — Грунт Турнир 2013 | Каталина Пелья 6-3 6-4                                       | Ульрикке Эйкери                       |
| 2 декабря   | Сан-Жозе-дус-Кампус, Бразилия $10,000 — Грунт Турнир 2013 | Эдуарда Пиай Надя Подорошка 7-6(4) 7-5                       | Фернанда Брито Стефани Мариэль Петит  |
| 2 декабря   | Шарм-эш-Шейх, Египет $10,000 — Хард Турнир 2013           | Елена-Теодора Кадар 6-4 4-6 6-3                              | Ирина Шиманович                       |
| 2 декабря   | Шарм-эш-Шейх, Египет $10,000 — Хард Турнир 2013           | Хэрриет Дарт Кэти Данн 0-6 6-4 [10-4]                        | Чилла Боршаньи Аминат Кушхова         |
| 2 декабря   | Вендрине, Чехия $15,000 — Хард(i) Турнир 2013             | Екатерина Александрова 5-7 7-6(0) 6-1                        | Катерина Ванькова                     |
| 2 декабря   | Вендрине, Чехия $15,000 — Хард(i) Турнир 2013             | Мартина Кубичикова Тереза Маликова 7-6(2) 6-7(5) [10-7]      | Пернилла Мендесова Каролина Влахова   |
| 2 декабря   | Мерида, Мексика $25,000 — Хард Турнир 2013                | Ребекка Петерсон 7-5 4-6 6-3                                 | Инди де Вроме                         |
| 2 декабря   | Мерида, Мексика $25,000 — Хард Турнир 2013                | Сюй Цзеюй Мария Иригойен 6-4 5-7 [10-6]                      | Хильда Меландер Ребекка Петерсон      |
| 2 декабря   | Пуна, Индия $25,000 — Хард Турнир 2013                    | Магда Линетт 7-5 7-6(5)                                      | Камила Керимбаева                     |
| 2 декабря   | Пуна, Индия $25,000 — Хард Турнир 2013                    | Нича Летпитаксинчай Пеангтарн Плипыч 7-5 7-5                 | Джоселин Рэй Анна Смит                |
| 9 декабря   | Анталья, Турция $10,000 — Грунт Турнир 2013               | Ирина Мария Бара 6-4 6-1                                     | Хикари Ямамото                        |
| 9 декабря   | Анталья, Турция $10,000 — Грунт Турнир 2013               | Диана Бузян Ралука Елена Платон 7-5 6-1                      | Митика Одзэки Хикари Ямамото          |
| 9 декабря   | Гонконг $10,000 — Хард Турнир 2013                        | Сюй Шилинь 6-0 6-3                                           | Чжао Ди                               |
| 9 декабря   | Гонконг $10,000 — Хард Турнир 2013                        | Эбби Майерс Эллен Перес 4-6 6-3 [10-8]                       | Чжуан Цзяжун Ли Ясюань                |
| 9 декабря   | Джибути, Джибути $10,000 — Хард Турнир 2013               | Барбара Хаас 6-3 6-3                                         | Ли Бэйцзи                             |
| 9 декабря   | Джибути, Джибути $10,000 — Хард Турнир 2013               | Ли Хуачжэнь Яна Сизикова 4-6 6-3 [10-4]                      | Маргарита Лазарева Катерина Слюсарь   |
| 9 декабря   | Шарм-эш-Шейх, Египет $10,000 — Хард Турнир 2013           | Кэти Данн 6-3 6-0                                            | Клартье Либенс                        |
| 9 декабря   | Шарм-эш-Шейх, Египет $10,000 — Хард Турнир 2013           | Ким Хэ Сун Ким Чу Ын 7-6(6) 6-4                              | Хэрриет Дарт Кэти Данн                |
| 9 декабря   | Мадрид, Испания $25,000 — Хард Турнир 2013                | Амандин Эсс 4-6 6-0 6-2                                      | Ева Бирнерова                         |
| 9 декабря   | Мадрид, Испания $25,000 — Хард Турнир 2013                | Деми Схюрс Ева Ваканно 6-1 6-2                               | Елица Костова Евгения Родина          |
| 9 декабря   | Мата-ди-Сан-Жуан, Бразилия $25,000 — Грунт Турнир 2013    | Монсеррат Гонсалес 6-3 6-1                                   | Каталина Пелья                        |
| 9 декабря   | Мата-ди-Сан-Жуан, Бразилия $25,000 — Грунт Турнир 2013    | Паула Кристина Гонсалвес Лаура Пигосси 6-2 6-2               | Монсеррат Гонсалес Каролина Себальос  |
| 9 декабря   | Мерида, Мексика $25,000 — Хард Турнир 2013                | Ребекка Петерсон 6-4 6-0                                     | Адриана Перес                         |
| 9 декабря   | Мерида, Мексика $25,000 — Хард Турнир 2013                | Ванеса Фурланетто Флоренсия Молинеро 2-6 7-6(8) [10-7]       | Лаура-Иоана Андрей Марина Мельникова  |
| 9 декабря   | Нави Мумбаи, Индия $25,000 — Хард Турнир 2013             | Рика Фудзивара 2-6 7-6(5) 7-6(4)                             | Магда Линетт                          |
| 9 декабря   | Нави Мумбаи, Индия $25,000 — Хард Турнир 2013             | Джоселин Рэй Анна Смит 6-4 7-6(5)                            | Оксана Калашникова Диана Марцинкевич  |
| 9 декабря   | Сантьяго, Чили $25,000 — Грунт Турнир 2013                | Вероника Сепеде Роиг 6-3 6-4                                 | Мария Иригойен                        |
| 9 декабря   | Сантьяго, Чили $25,000 — Грунт Турнир 2013                | Вероника Сепеде Роиг Мария Иригойен 2-6 6-4 [10-5]           | Сесилия Коста Мельжар Даниэла Сегель  |
| 16 декабря  | Анталья, Турция $10,000 — Грунт Турнир 2013               | Патрича Мария Циг 6-2 7-5                                    | Конни Перрен                          |
| 16 декабря  | Анталья, Турция $10,000 — Грунт Турнир 2013               | Ирина Мария Бара Конни Перрен 6-3 6-1                        | Габриэла Талабэ Патрича Мария Циг     |
| 16 декабря  | Гонконг $10,000 — Хард Турнир 2013                        | Сюй Шилинь 6-1 6-4                                           | Тан Хаочэнь                           |
| 16 декабря  | Гонконг $10,000 — Хард Турнир 2013                        | Чхве Джи Хи Акари Иноуэ 4-6 6-1 [10-7]                       | Хон Сын Ён Кхан Со Кхюн               |
| 16 декабря  | Бертиога, Бразилия $25,000 — Хард Турнир 2013             | Ульрикке Эйкери 6-4 2-6 6-4                                  | Синди Бургер                          |
| 16 декабря  | Бертиога, Бразилия $25,000 — Хард Турнир 2013             | Паула Кристина Гонсалвес Лаура Пигосси 2-6 6-4 [10-7]        | Вероника Сепеде Роиг Мария Иригойен   |
| 16 декабря  | Мерида, Мексика $25,000 — Хард Турнир 2013                | Элли Кик 3-6 7-5 6-0                                         | Айла Томлянович                       |
| 16 декабря  | Мерида, Мексика $25,000 — Хард Турнир 2013                | Барбара Бонич Хильда Меландер 6-3 7-5                        | Дия Евтимова Сюй Цзеюй                |
| 16 декабря  | Анкара, Турция $50,000 — Хард(i) Турнир 2013              | Виталия Дьяченко 6-7(3) 6-4 6-4                              | Марта Сироткина                       |
| 16 декабря  | Анкара, Турция $50,000 — Хард(i) Турнир 2013              | Юлия Бейгельзимер Чагла Бююкакчай 6-3 6-3                    | Элени Данилиду Александра Крунич      |
| 23 декабря  | Стамбул, Турция $10,000 — Хард(i) Турнир 2013             | Элизе Мертенс 7-5 4-6 6-4                                    | Карен Барбат                          |
| 23 декабря  | Стамбул, Турция $10,000 — Хард(i) Турнир 2013             | Элизе Мертенс Ипек Сойлу 6-0 7-6(3)                          | Юки Танака Екатерина Яшина            |